# Furigana

Příklad kandži a furigany v nápisu „fu-ri-ga-na“.

Furigana (japonsky 振り仮名) je zmenšenina japonské kany, kterou se zapisuje výslovnost (převážně) znaků kandži. V moderní japonštině je spíše využívaná pro neobvyklé kandži a k jejich vysvětlení. Také ji lze nalézt v dětských knihách či v učebních materiálech. Alternativními označeními furigany jsou jomigana (読み仮名) a rubi (ルビ).
Furigana je častěji zapisovaná v hiraganě než katakaně. Ve vertikálně psaných textech (tategaki) se umisťuje vpravo vedle znaků kandži, v horizontálně psaných (jokogaki) je nad nimi.

## Podoba
Furigana je přidána vedle znaků kandži a ukazuje nám jak se dané znaky vyslovují. Počet znaků furigany nemusí odpovídat počtu znaků kandži. Další metoda je častější, protože některá slova v japonštině mají speciální výslovnost, která nesouvisí s četbou daného znaku, kterými je slovo napsané.
Když je třeba odlišit japonské čtení kun a sinojaponské on (např. ve slovnících kandži), japonská výslovnost je zapsána v hiraganě, kdežto sinojaponská (čínská) v katakaně. Avšak tento rozdíl je důležitý pouze ve slovnících. V běžných textech se obvykle používá pouze hiragana. Jedinou obecnou výjimkou jsou moderní názvy čínských míst, osobní jména a (příležitostně) názvy potravin – budou často psány v kandži, kde pro furiganu využijeme katakanu. Příležitostně je tento styl používán také pro vypůjčená slova z jiných jazyků (zejména angličtiny). Například kandži 一角 獣 (doslova „zvíře s jedním rohem“) může být zapsán katakanou ユ ニ コ ー ン (yunikōn), aby ukázal výslovnost slova jednorožec (v ang. „unicorn“)
Někdy se ve furiganě neodlišuje velikost znaků kany, čehož se normálně využívá pro zdvojování a palatalizaci, tedy slovo 却下 (kjakka), které se v hiraganě zapisuje きゃっか, by vypadalo きやつか. V dnešní době, kdy byly původní tiskařské lisy nahrazeny počítačovým tiskem, dochází k tomuto jevu méně.

## Užití
Používá se hlavně v knihách pro děti a též cizince, kde se předpokládá, že cílová skupina čtenářů ještě dostatečně čtení kandži neovládá, rozumí však fonetickému zápisu v hiraganě. Hiragana se vyučuje před katakanou, proto se v knihách pro velice mladé čtenáře do hiragany (ve formě furigany) přepisuje i katakana. Velmi často se objevuje také v manze.

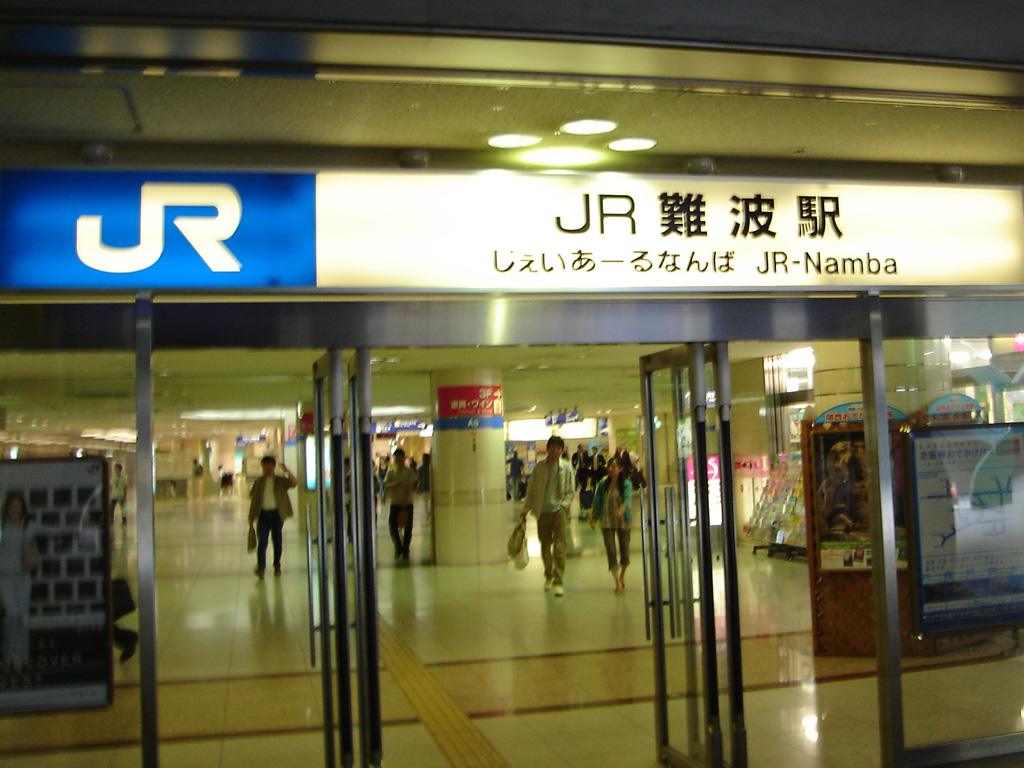
Na tomto nápisu furigana zobrazuje výslovnost písmen „JR“ a kandži pro „Namba“

K dispozici jsou také knihy s fonetickým průvodcem (především v hiraganě, ale někdy také v romádži) pro studenty japonského jazyka, které mohou být dvojjazyčné nebo pouze v japonštině. Ty jsou oblíbené u cizinců, kteří se chtějí naučit japonsky rychle a číst si japonské povídky, romány nebo články.
Furigana se běžně vyskytuje na tabulích s názvy železničních stanic (spolu s přepisem do latinky – rómadži). Také je často zapsaná na mapách, aby ukázala výslovnost neobvyklých názvů míst.

### Jména
Japonská jména jsou obvykle psaná v kandži. Vzhledem k tomu, že existuje mnoho možných čtení jmen v kandži, furigana se často používá k rozlišení tohoto čtení. Na japonských úředních formulářích, kde má být napsáno jméno, je vždy vedlejší sloupec aby bylo jméno přepsáno do furigany (obvykle je preferována katakana). Furigana může být také použita pro přepis cizích jmen (nejčastěji do katakany).